# Battle Hymns MMXI
A Battle Hymns MMXI a Manowar amerikai heavy metal/power metal együttes  tizenegyedik nagylemeze, mely 2010-ben jelent meg. Ez egy újrakevert és hangszerelt változat az együttes 1982-es Battle Hymns bemutatkozó albumáról. Habár Donnie Hamzik 2009-től az együttes dobosa, hivatalosan ezen az albumon lett újra az együttes tagja. A "Dark Avenger" narrációja ezúttal Sir Christopher Lee előadásaban hallható. A dalokban minimális változások történtek, de ezúttal hangosabban, erőteljesebben szólalnak meg.
A címben lévő MMXI egy római szám, értéke 2011.

## Számlista
1. Death Tone (Ross the Boss, Joey DeMaio) – 5:56
2. Metal Daze (DeMaio) – 4:32
3. Fast Taker (Ross the Boss, DeMaio) – 4:06
4. Shell Shock (Ross the Boss, DeMaio) – 4:12
5. Manowar (Ross the Boss, DeMaio) – 4:00
6. Dark Avenger (Ross the Boss, DeMaio) – 6:23
7. William's Tale (DeMaio, Gioachino Rossini) – 1:51
8. Battle Hymn (Ross the Boss, DeMaio) – 9:22
9. Fast Taker Live 1982 (Bonus track) - 3:54
10. Death Tone Live 1982 (Bonus Track) - 4:57

## Közreműködő zenészek
- Donnie Hamzik - dob
- Karl Logan - elektromos gitár
- Eric Adams - ének
- Joey DeMaio - basszusgitár

## További közreműködő
- Christopher Lee - narrátor a Dark Avenger számban